# Bollettino postale

Bolletino a 2 parti (fronte)

Bolletino a 2 parti (retro)

Bolletino a 3 parti (fronte)

Bolletino a 3 parti (retro)

Il bollettino postale è un sistema di pagamento fornito da Poste Italiane per effettuare pagamenti a società e professionisti in possesso di un conto corrente postale. Il bollettino è costituito da due o più sezioni ripetute nelle quali devono essere indicati il numero di conto corrente postale del beneficiario, il nome, la causale, l'importo in cifre ed in lettere ed i dati del soggetto che invia il denaro.
Nel settembre 2024 Poste Italiane ha annunciato l'intenzione di dismettere questo servizio a partire dal 2026 poiché la gestione del Servizio universale è antieconomica.